# L’Île-Saint-Denis

Położenie L’Île-Saint-Denis w ramach aglomeracji paryskiej

L’Île-Saint-Denis – miejscowość i gmina we Francji, w regionie Île-de-France, w departamencie Sekwana-Saint-Denis. Przez miejscowość przepływa Sekwana.
Według danych na rok 1990 gminę zamieszkiwały 7413 osoby, a gęstość zaludnienia wynosiła 4188 osób/km² (wśród 1287 gmin regionu Île-de-France L’Île-Saint-Denis plasuje się na 275. miejscu pod względem liczby ludności, natomiast pod względem powierzchni na miejscu 871.).